# جائزة إسبانيا الكبرى 2019
جائزة إسبانيا الكبرى 2019 هو سباق فورمولا 1 أقيم في حلبة دي كاتلونيا، مونتميلو، إسبانيا. كان الخامس من أصل 21 في بطولة العالم لسباقات الفورمولا واحد موسم 2019. حلّ البريطاني لويس هاملتون أولا بينما جاء الفنلندي فالتيري بوتاس في المركز الثاني وحصل على المركز الثالث الهولندي ماكس فيرستابين.